# La Granja, Maravatío
La Granja är en ort i Mexiko.   Den ligger i kommunen Maravatío och delstaten Michoacán de Ocampo, i den södra delen av landet, 150 km väster om huvudstaden Mexico City. La Granja ligger 2 092 meter över havet och antalet invånare är 132.
Terrängen runt La Granja är kuperad norrut, men söderut är den platt. Runt La Granja är det ganska tätbefolkat, med 104 invånare per kvadratkilometer. Närmaste större samhälle är Maravatío, 5,3 km söder om La Granja. Omgivningarna runt La Granja är en mosaik av jordbruksmark och naturlig växtlighet.